# Maltby (Washington)
Maltby é uma Região censo-designada localizada no estado norte-americano de Washington, no Condado de Snohomish.

## Demografia
Segundo o censo norte-americano de 2000, a sua população era de 8267 habitantes.

## Geografia
De acordo com o United States Census Bureau tem uma área de
43,6 km², dos quais 43,4 km² cobertos por terra e 0,2 km² cobertos por água. Maltby localiza-se a aproximadamente 165 m acima do nível do mar.

## Localidades na vizinhança
O diagrama seguinte representa as localidades num raio de 8 km ao redor de Maltby.